# Parco delle Cave
Il parco delle Cave è il terzo parco di Milano per dimensioni, dopo il parco Nord e il parco Forlanini, con un'estensione pari a 135 ettari.
Situato nella parte ovest della città, circondato dai quartieri di Baggio, Sella Nuova, Quarto Cagnino e Quinto Romano, è caratterizzato da quattro bacini artificiali, uno stagno, boschi, corsi d'acqua, orti urbani, da un'area agricola con marcite e dalla cascina Linterno.
Insieme al Boscoincittà e al parco Aldo Aniasi costituisce parte del parco agricolo Sud Milano.

## Storia del parco
A partire dagli anni Venti l'estrazione di ghiaia e sabbia, in un territorio di vaste aree agricole, provoca la nascita di cinque cave: Cabassi, Casati, Aurora, Ongari (o "di Quinto Romano") e Cerutti. Negli anni Sessanta, alla cessazione delle attività estrattive e di molte attività agricole, segue un lento abbandono della zona.
Le prime associazioni di pescatori, "U.P. Aurora Arci" e "Il Bersagliere", si insediano rispettivamente nel 1929 presso la cava Aurora e nel 1933 presso la cava Casati. In seguito al recupero dell'area della cava Cabassi, nel 2000 si costituisce anche l'Associazione Pescatori Cava Cabassi.
È dalle stesse associazioni, con l'allora Consiglio di Zona 18, alcuni cittadini ed il primo Assessore all'Ambiente del Comune di Milano Ercole Ferrario, che si determinò la volontà di dare attuazione al piano regolatore del '76, che destinava l'area delle cave a parco. Si blocca il riempimento della cava Cabassi e si inizia il risanamento dell'area con l'immissione di acque del Ticino, tramite il Canale Villoresi.
Voluto dall'allora assessore ai parchi del Comune di Milano Cinzia Barone, realizzato dagli architetti Reggio e Lodola di Milano, venne prodotto sul finire degli anni Ottanta il progetto "Parco delle Cave", tale progetto vide il coinvolgimento di tutte le associazioni della zona 18, che lo approvarono, sostenute dai cittadini unitisi in un grande movimento di protesta contro il degrado raggiunto, lo spaccio, gli omicidi e l'abbandono di veicoli rubati, in parte ritrovati poi sommersi nelle cave.
Suddiviso in lotti, nei primi anni Novanta si dette inizio alla realizzazione del parco. Realizzati dal Comune di Milano i primi tre lotti, dal 1992 al 1994, la giunta Formentini nel 1997 decise di terminare la collaborazione con i sopracitati architetti e affidare la realizzazione dei successivi lotti e gestione del parco all'associazione Italia Nostra, già gestore del Boscoincittà.
Nel 2002, al termine di ingenti lavori di riqualificazione, una grande festa promossa dalle associazioni facenti parte dell'allora Comitato di Salvaguardia, presenta il parco alla città e lo promuove come parco cittadino, parte della cintura verde che il Comune intende realizzare nella periferia ovest di Milano.
Italia Nostra imprime al parco una gestione di tipo naturalistico, basata sull'ecosistema del bosco, con un intervento umano limitato, il minimo necessario per rendere fruibile l'area. Molti alberi morti o caduti non vengono rimossi, perché forniscono "nicchie" per il rinnovamento dell'ecosistema. Al contempo mobilita la partecipazione attiva della cittadinanza (associazioni, scuole, volontari) nella costruzione e manutenzione del parco. 
La gestione di Italia Nostra è terminata nel 2009, dopo la modifica della convenzione finalizzata a metterla sullo stesso piano gestionale delle altre associazioni del parco, voluta dall'Assessore Maurizio Cadeo su spinta del Consiglio della Zona 7.
Da parte del Comune di Milano lo studio del parco fu affidato alla facoltà di biologia della Statale, che lo presentò nel 2010 a Palazzo Marino.
La gestione del verde attorno alla cava Cabassi è oggi affidata al consorzio che si occupa del servizio globale di manutenzione del verde pubblico di tutta la città, mentre la parte boschiva ed agricola è affidata (in base alla legge 228 del 2001) a quattro aziende agricole di Milano ovest, raggruppate nell'Agriparco, con l'introduzione di prati fioriti, altri a fienagione e la cura delle ultime "marcite" (prati bagnati tutto l'anno con acque di fontanile).

## Le cascine
All'interno del parco si trovano due cascine, la Linterno e la cascina Caldera. La prima, carica di storia, ha cessato l'attività agricola nel 2002, la seconda è ancora in attività e mantiene, attraverso l'irrigazione di un fontanile, dei prati a marcita.
La prima documentazione scritta sulla cascina Linterno risale a una pergamena del 1154 (Carta Investiture) conservata nella canonica di Sant'Ambrogio. Da allora, pur mantenendo sempre le funzioni agricole, ebbe un ruolo anche come ostello, affidato ai Templari, per i pellegrini della via Francigena e crebbe nel tempo sino a diventare prima una grangia e poi un piccolo borgo quale si è conservato fino a oggi.  Oggi il borgo-cascina ubicato in via Fratelli Zoia, è tutelato dal ministero dei Beni culturali e un'efficiente associazione vigila e collabora alla sua protezione con molteplici iniziative: il parere prevalente è che la migliore salvaguardia si otterrebbe con il ripristino dell'attività agricola, presente una piccola produzione di miele.
Negli anni Quaranta, la cascina fu il rifugio di un singolare prete-taumaturgo, il pret de Ratanà, controverso ma seguitissimo a Milano e protetto dall'allora arcivescovo, il cardinale Ildefonso Schuster. Sepolto al Monumentale, alcuni suoi seguaci ne celebrano ogni anno l'anniversario della morte.

## Fauna e flora
I laghi, lasciati dalle attività di escavazione con la loro superficie complessiva di ben ventinove ettari, caratterizzano significativamente il paesaggio del parco che nelle acque ha un elemento di unicità rispetto a tutti gli altri della città.
Flora: le principali specie arboree presenti sono la robinia, l'acero campestre, il carpino bianco, il frassino (maggiore e meridionale), l'olmo, il pioppo (bianco, nero, cipressino), il bagolaro, l'ontano nero, le querce e il salice.
Il parco presenta grande interesse faunistico per la presenza ricca e varia di anfibi, rettili, uccelli, conigli ed addirittura volpi, dovuta alla varietà degli ambienti di spiccata naturalità.

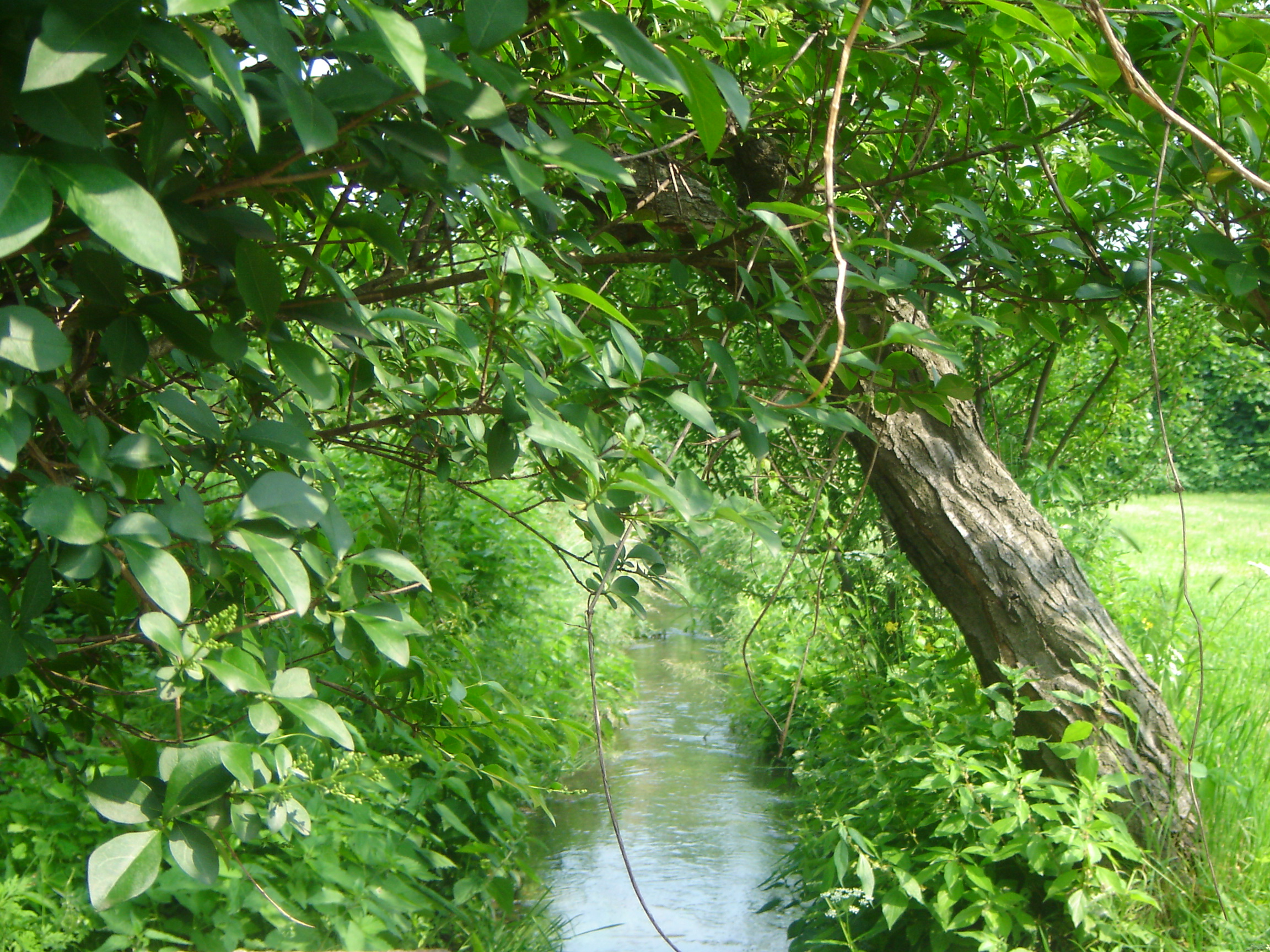
Corso d'acqua del parco

Numerose sono infatti le specie di uccelli presenti ed avvistabili nel parco, più o meno regolarmente ed a seconda della stagione: Cormorano, Marangone Minore, Airone Cenerino, Airone Bianco Maggiore, Airone Guardabuoi, Garzetta, Airone Rosso, Nitticora, Tarabuso, Tarabusino, Sgarza dal Ciuffo, Germano Reale, Alzavola, Canapiglia, Mestolone, Fischione, Marzaiola, Gallinella d'Acqua, Folaga, Porciglione, Voltolino, Gabbiano Comune, Gavina, Gabbiano Reale Mediterraneo, Ballerina Bianca, Ballerina Gialla, Cutrettola, Svasso Maggiore, Tuffetto, Piro piro piccolo, Piovanello Pancianera, Martin Pescatore, Usignolo di Fiume, Pendolino, Migliarino di Palude, Cannaiola Comune, Cannaiola Verdognola, Forapaglie Comune, Canapino Comune, Sterpazzola, Fagiano, Colombaccio, Colombella, Piccione Selvatico, Tortora dal Collare, Tortora Selvatica, Rondone, Rondone Maggiore, Rondone Pallido, Rondine, Balestruccio, Topino, Pettirosso, Merlo, Capinera, Passera Scopaiola, Luì Piccolo, Cinciallegra, Cinciarella, Cincia Mora, Cincia Bigia, Cornacchia Grigia, Cornacchia Nera, Corvo Comune, Storno, Cesena, Tordela, Tordo Bottaccio, Tordo Sassello, Picchio Rosso Maggiore, Picchio Verde, Scricciolo, Poiana, Gheppio, Lodolaio, Sparviere, Falco di Palude, Nibbio Bruno, Upupa, Torcicollo, Pispola, Prispolone, Spioncello, Regolo, Fiorrancino, Averla Piccola, Averla Maggiore, Pigliamosche, Balia nera, Fringuello, Peppola, Cardellino, Lucherino, Verzellino, Verdone, Frosone, Usignolo, Allodola, Beccaccia, Beccaccino, Quaglia, Codirosso Comune, Codirosso Spazzacamino, Codibugnolo, Rigogolo, Civetta, Gufo Comune, Assiolo ed Allocco. In passato, il Parco delle Cave ha, documentatamente, rappresentato luogo di svernamento anche per un esemplare di Strolaga Minore.

## La fruizione

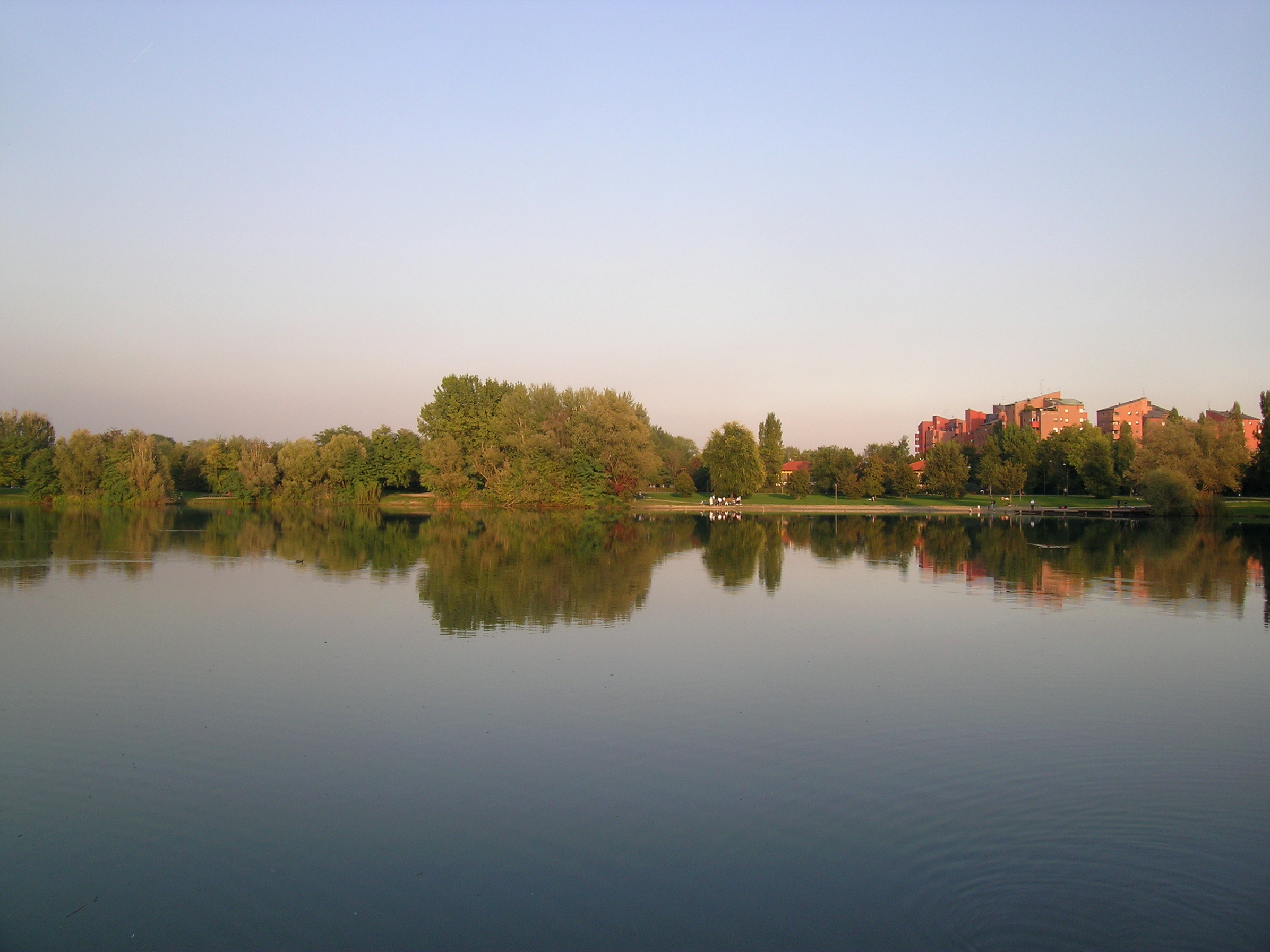
La cava Cabassi nel 2011.

- Correre nel parco: all'interno del parco è presente un percorso di cinque chilometri.
- Andare in bicicletta: numerosi percorsi ciclabili.
- Percorsi vita: presente un percorso vita, con le classiche sedici postazioni, otto con attrezzi e otto da affrontare a corpo libero.
- Attività sportive: sono disponibili ampi spazi per attività sportive all'aperto, campi per il calcio, basket, campi bocce e percorsi equestri; tesserandosi presso le associazioni locali è possibile praticare la pesca nei laghi.
- Quattro campi per il gioco delle bocce, con pavimentazione in erba sintetica.
- Attività educative: corsi di giardinaggio e orticoltura, passeggiate alla riscoperta delle lucciole, cantieri di lavoro volontario, “boschi del tempo libero” per la cura del bosco e “fiori del tempo libero” per la valorizzazione delle fioriture di campo.
- Percorsi botanici: tra le numerose iniziative si segnalano visite e animazioni itineranti per scoprire la flora e la fauna del parco.
- Orti urbani: sistema di sei aree di orti urbani che sono stati trasformati in piccoli giardini.
- Area giochi: uno spazio giochi per bambini.
- Eventi sportivi: gare di tiro con l'arco e di pesca.
- Area cani: due per una superficie di circa 10.000 metri quadrati; nel parco è possibile portare i cani al guinzaglio raccogliendone gli escrementi.
- Sicurezza: il parco è videosorvegliato dalla Polizia Locale,[5] lungo i percorsi sono installate colonnine di SOS. Nel parco operano le guardie ecologiche volontarie e i Rangers d'Italia.
- Parcheggi: via Caldera, via Rossellini, via Cancano Milesi, via Fratelli di Dio, via Capri.
- Punto Parco Agricolo Sud - Parco delle Cave, presso l'Associazione Archery Team Shadow di Via Broggini.

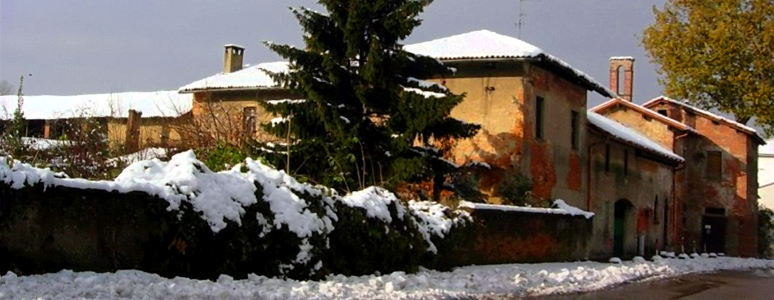
La Cascina Linterno nell'inverno 2005.

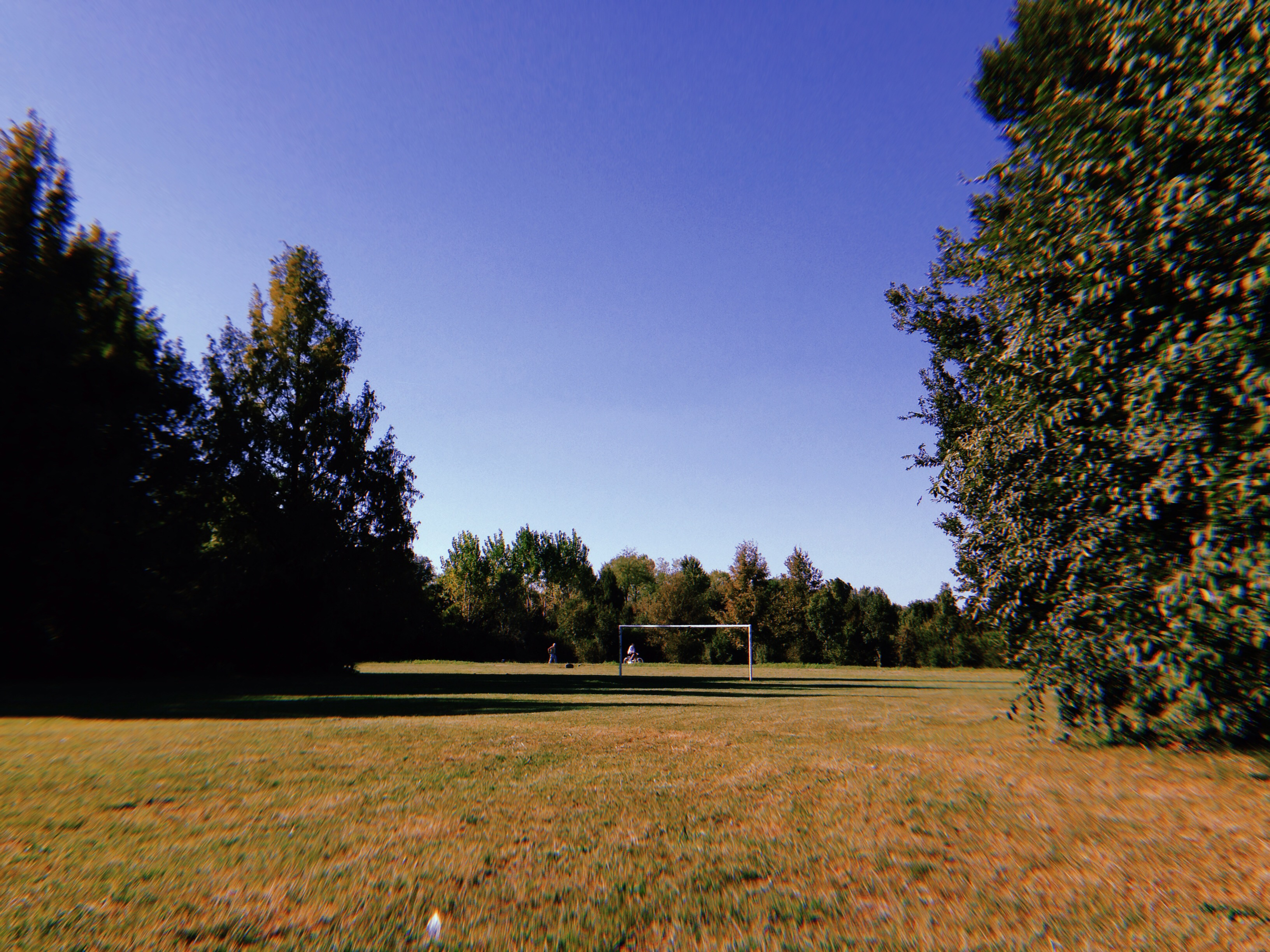
Lato verso Quarto Cagnino nel 2018.